# Лайтурі
Лайтурі (груз. ლაითური) — містечко (даба) в муніципалітеті Озурґеті, Гурія, Грузія.
Населення на 2014 рік — 2697 осіб.